# رزتو، پنسیلوانیا
رزتو یک منطقه در شهرستان نورث‌همپتون، پنسیلوانیا، آمریکا است. رزتو در منطقه لی‌های ولی این ایالت است. جمعیت رزتو در سال ۲۰۱۰، ۱۵۶۷ نفر بود.

## جغرافیا
رزتو در ۴۰°۵۲′۵۰″ شمالی ۷۵°۱۳′۲″ غربی / ۴۰٫۸۸۰۵۶°شمالی ۷۵٫۲۱۷۲۲°غربی (40.880576 ،۷۵٫۲۱۷۳۴۵) واقع است.